# 10686 Kaluna
10686 Kaluna este o planetă minoră (asteroid), cu un diametru de 7,485 km, din centura de asteroizi. A fost descoperită pe 1 noiembrie 1980 la Observatorul Palomar de Schelte J. Bus. 
Obiectul prezintă o orbită caracterizată de o semiaxă mare de 2,5424385 UAi, o excentricitate de 0,06, o înclinație de 24,8597 ° în raport cu ecliptica.